# Colette Elloy
Pour les articles homonymes, voir Elloy.
Colette Elloy, née Balma le 5 juillet 1931 dans le 12e arrondissement de Paris, est un athlète française.

## Carrière
Colette Elloy est sacrée championne de France du 60 mètres en 1950.
Elle est éliminée en séries du 80 mètres haies aux Jeux olympiques d'été de 1952.

## Famille
Elle est la femme de l'athlète Georges Elloy et la mère de l'athlète Laurence Elloy.